# Selenophorus palliatus
Selenophorus palliatus är en skalbaggsart som beskrevs av Fabricius. Selenophorus palliatus ingår i släktet Selenophorus och familjen jordlöpare. Inga underarter finns listade i Catalogue of Life.